# Wingsuit
El wingsuit (literalment en anglès, vestit ala) és l'esport que consisteix en volar (un ésser humà) mitjançant un vestit especial que afegeix àrea superficial al cos de manera que s'aconsegueix un increment important de la força de sustentació. Els wingsuits moderns, desenvolupats per primer cop a les darreries dels anys 90, creen la superfície addicional amb un teixit entre les cames i sota els braços.
Un vol de wingsuit sol acabar amb l'obertura d'un paracaigudes de tal manera que el practicant pugui saltar des de qualsevol punt amb suficient altura perquè es pugui produir el vol i l'obertura final del paracaigudes.

## Història

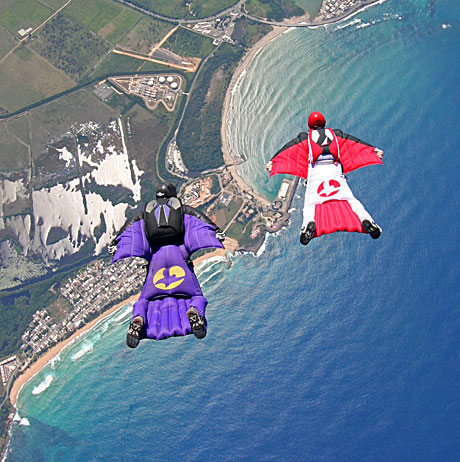
Wingsuit

El 4 de febrer de 1912, un sastre de 33 anys, Franz Reichelt, va saltar de la Torre Eiffel per provar la seva invenció d'una combinació de paracaigudes i ales, que va ser similar als wingsuits moderns. Va enganyar els guàrdies dient que l'experiment es duria a terme amb un maniquí. Va dubtar força temps abans de saltar i va morir quan va tocar primer el cap del terra, obrint un forat mesurable al terra glaçat.
Un wingsuit va ser utilitzat per primera vegada als EUA el 1930 per un americà de 19 anys, Rex G Finney, de Los Angeles, Califòrnia. L'objectiu era augmentar el moviment horitzontal i la maniobrabilitat durant un salt en paracaigudes.Aquests primers wingsuits feien servir materials com llenç, fusta, seda, acer i os de balena. No eren molt fiables, tot i que alguns "ocells", sobretot Clem Sohn i Leo Valentin, van afirmar haver planejat quilòmetres.
A mitjan dècada de 1990, el modern wingsuit va ser desenvolupat per Patrick de Gayardon de França, adaptat del model utilitzat per John Carta. El 1997, el búlgar Sammy Popov va dissenyar i construir un wingsuit que tenia una ala més gran entre les cames i ales més llargues als braços. Va provar el seu prototip en un túnel de vent vertical a Las Vegas a Flyaway Las Vegas. El wingsuit de Popov va volar per primera vegada a l'octubre de 1998, però mai va entrar en producció comercial. El 1998, Chuck "Da Kine" Raggs va construir una versió que incorporava costelles dures a l'interior de les aletes. Tot i que aquestes ales més rígides eren més capaces de mantenir la seva forma en vol, això va fer que el wingsuit fos més pesat i més difícil de volar. El disseny de Raggs tampoc mai va entrar en producció comercial. Volant junts per primera vegada, Popov i Raggs van mostrar els seus dissenys un al costat de l'altre a la Convenció Mundial de Caiguda Lliure de Quincy, Illinois, a l'agost del 1999. Tots dos dissenys van tenir un bon rendiment. En el mateix esdeveniment, els saltadors van realitzar salts amb wingsuits de Gayardon, Popov i Raggs.

## Disseny

Dissenys de Wingsuit

Els wingsuits moderns utilitzen una combinació de materials per tal de crear una forma d'aleta. La superfície principal està feta normalment de niló ripstop, amb diversos materials que s'utilitzen per reforçar la vora anterior i reduir l'arrossegament.
- El wingsuit de tres ales té tres ales individuals d'aire muntades sota els braços i entre les cames.
- El disseny de wingsuit mono-wing incorpora tot el vestit en una sola ala gran.

Els vestits per a principiants tenen menys superfície i una pressió interna més baixa. Això els fa més fàcils de controlar i menys propensos a inestabilitzar-se durant el vol. Menys material de tela facilita el desplegament de la canaleta base al final del vol. Amb experiència, els pilots poden optar per actualitzar-se a vestits més avançats que tinguin més superfície i un major rendiment de lliscament.
La forma de làmina d'aire està formada per la pressió a l'interior de l'ala i la construcció del vestit. Les costelles internes ajuden a formar la forma. Tenir una vora frontal suau és especialment important, ja que és la font de més elevació i arrossegament. Reduir l'arrossegament de l'entrada mentre es manté una pressió interna elevada del vestit també és important en el disseny modern del wingsuit. El nombre d'entrades d'aire i les seves posicions varien segons els dissenys de vestits diferents. Els vestits enfocats al vol lliure solen tenir entrades a la superfície posterior del vestit per mantenir la pressió interna quan els pilots "volen de tornada" en una orientació cap amunt.